# 卡拉佩瓜

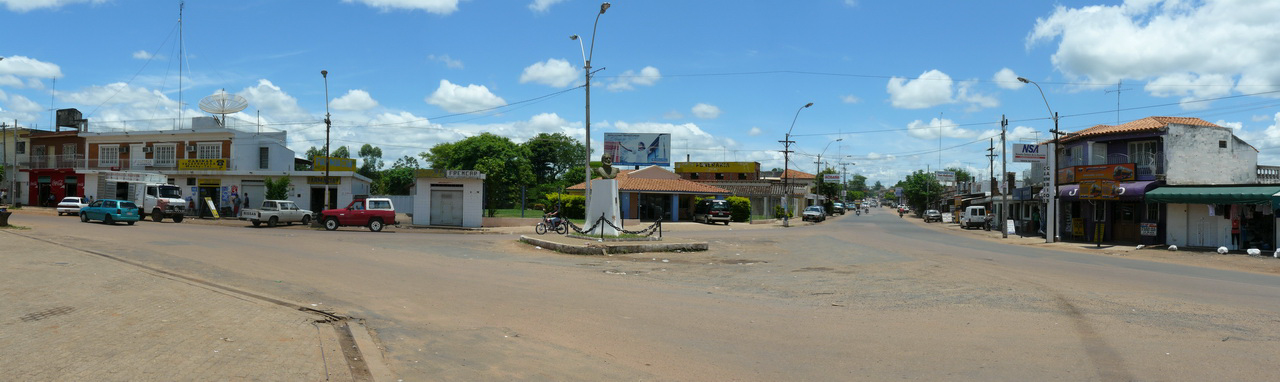

卡拉佩瓜（西班牙語：Carapeguá），是巴拉圭的城鎮，位於該國西南部，由巴拉瓜里省負責管轄，距離亞松森84公里，始建於1725年5月14日，面積435平方公里，海拔高度98米，2009年人口42,939，人口密度每平方公里76人。